# Eupithecia olivacea
Eupithecia olivacea är en fjärilsart som beskrevs av Taylor 1906. Eupithecia olivacea ingår i släktet Eupithecia och familjen mätare. Inga underarter finns listade i Catalogue of Life.